# Maximilian Hammer
Maximilian Hammer detto Max (1988) è un ex sciatore alpino statunitense.

## Biografia
Originario di Jackson Hole e attivo in gare FIS dall'agosto del 2003, in Nor-Am Cup Hammer esordì il 1º aprile 2005 a Mammoth Mountain in discesa libera (58º), ottenne l'unica vittoria, nonché unico podio, il 10 dicembre 2007 a Panorama in supercombinata e prese per l'ultima volta il via il 18 febbraio 2011 ad Aspen in supergigante (28º). Si ritirò durante la stagione 2011-2012 e la sua ultima gara fu uno slalom gigante FIS disputato il 5 gennaio a Snow King, chiuso da Hammer al 5º posto; in carriera non esordì in Coppa del Mondo né prese parte a rassegne olimpiche o iridate.

## Palmarès

### Nor-Am Cup
- Miglior piazzamento in classifica generale: 17º nel 2008
- Vincitore della classifica di combinata nel 2008
- 1 podio:
  - 1 vittoria

#### Nor-Am Cup - vittorie
| Data             | Località | Paese  | Specialità |
| ---------------- | -------- | ------ | ---------- |
| 10 dicembre 2007 | Panorama | Canada | SC         |

Legenda:

SC = supercombinata